# Джон Свіфт
Джон Свіфт (англ. John Swift; нар. 23 червня 1995, Портсмут) — англійський футболіст, півзахисник клубу «Редінг».

## Клубна кар'єра
Народився 23 червня 1995 року в місті Портсмут. Займався футболом у школі «Брюн Парк» в Госпорті і грав за дитячі команди «Портсмута». В 2007 році у віці 12 років приєднався до юнацької академії «Челсі». В Академії «Челсі» виступав на позиції центрального півзахисника. У 2012 році допоміг своєму клубу виграти Молодіжний кубок Англії і підписав свій перший професійний контракт. У 2014 році він став регулярно тренуватися з першою командою. 
Дебютував за «Челсі» в офіційній грі 11 травня 2014 року в матчі 38-го туру Прем'єр-ліги проти «Кардіфф Сіті», замінивши Едена Азара.
1 серпня 2014 року Свіфт перейшов на правах оренди строком на один сезон в клуб «Ротергем Юнайтед», що виступав у Чемпіоншипі. Вже 9 серпня він дебютував за «Ротергем Юнайтед», вийшовши на заміну в матчі проти «Дербі Каунті». Провівши всього 4 матчі за клуб на старті сезону, Джон перестав отримувати ігрову практику і був відкликаний з оренди 15 листопада.
3 січня 2015 року Джон на правах оренди перейшов в клуб Першої Футбольної ліги «Свіндон Таун» до кінця сезону. В цей же день дебютував в основному складі в грі проти «Флітвуд Таун» (2:2), заробивши пенальті на користь своєї команди. 17 січня в матчі проти «Честерфілда» (3:1) Свіфт забив свій перший гол у дорослій кар'єрі і віддав гольову передачу.
1 жовтня 2015 року Джон перейшов в клуб Чемпіоншипа «Брентфорд» на правах оренди строком на один місяць. 3 жовтня дебютував за «Брентфорд», вийшовши на заміну в матчі проти «Дербі Каунті» (0:2). 24 жовтня забив перший гол за «Брентфорд» на 26-й хвилині у матчі проти «Чарльтон Атлетік» (3:0).
14 липня 2016 року підписав контракт на три роки з іншим клубом другого дивізіону «Редінгом». Станом на 15 квітня 2019 року відіграв за клуб з Редінга 97 матчів в національному чемпіонаті.

## Виступи за збірні
2010 року дебютував у складі юнацької збірної Англії, взяв участь у 22 іграх на юнацькому рівні.
Протягом 2014—2017 років залучався до складу молодіжної збірної Англії, разом з якою був учасником молодіжного чемпіонату Європи 2017 року, дійшовши до півфіналу, а також виграв товариський Турнір у Тулоні в 2016 році. На молодіжному рівні зіграв у 7 офіційних матчах, забив 1 гол.